# 約瑟夫·柯金斯基
约瑟夫·科辛斯基（英語：Joseph Kosinski，1974年5月3日—），美国男导演、监制和编剧。主要作品为2010年的3D科幻动作片《创：战纪》，2013年科幻动作片《遗落战境》，以及2022年的《捍衛戰士：獨行俠》。

## 生平
他生长于愛荷華州馬歇爾縣，母亲为Patricia，父亲 Joel Kosinski是一名医生。柯金斯基毕业于哥伦比亚大学建筑学专业，目前也兼任哥大建筑学院的助理教授，教学生3D模型和制图学方面的知识。
2022年海军题材作品《捍衛戰士：獨行俠》在北美票房收入7.187亿美元，全球总票房为14亿9349万美元，为2022年全球总票房第二，排名全球最高电影票房第11名，并获得第95届奥斯卡金像奖最佳影片、最佳改编剧本等六项提名，赢得最佳音响奖。

## 电影作品
| 年份 | 譯名                 | 原名              | 导演 | 制片 | 编剧 | 备注 |
| ---- | -------------------- | ----------------- | ---- | ---- | ---- | ---- |
| 2010 | 《创：战纪》         | Tron: Legacy      | 是   |      |      |      |
| 2013 | 《遗落战境》         | Oblivion          | 是   | 是   | 是   |      |
| 2017 | 《無路可退》         | Only the Brave    | 是   |      |      |      |
| 2022 | 《捍衛戰士：獨行俠》 | Top Gun: Maverick | 是   |      |      |      |
| 2022 | 《蜘蛛頭監獄》       | Spiderhead        | 是   |      |      |      |
| 2025 | 《F1電影》           | F1                | 是   | 是   |      |      |